# Hyponephele eisneri
Hyponephele eisneri är en fjärilsart som beskrevs av Sakai 1978. Hyponephele eisneri ingår i släktet Hyponephele och familjen praktfjärilar. Inga underarter finns listade i Catalogue of Life.